# The Singles Collection 2001–2011
The Singles Collection: 2001–2011 es un álbum recopilatorio publicado por la banda virtual Gorillaz en 28 de noviembre de 2011. Es una colección de sencillos lanzados entre 2001 y 2011. Está disponible en diferentes ediciones: estándar, deluxe, vinilo de 12" y 7" vinyl box set. Los años 2001-2011 en el título de la compilación son un tanto engañosos, viéndose que "Tomorrow Comes Today" fue lanzado en el 2000 (como un EP, el sencillo actual se lanzó en 2002), aunque el sencillo más actual en ese tiempo era "Doncamatic", que fue lanzado en el 2010, y ninguno de esos sencillos aparecen en The Fall.

## Lista de canciones
| The Singles Collection 2001–2011 |                                                                                             |                          |          |  |
| N.º                              | Título                                                                                      | Álbum                    | Duración |  |
| 1.                               | «Tomorrow Comes Today»                                                                      | Gorillaz                 | 3:13     |  |
| 2.                               | «Clint Eastwood» (featuring Del Tha Funkee Homosapien)                                      | Gorillaz                 | 5:21     |  |
| 3.                               | «19-2000»                                                                                   | Gorillaz                 | 3:27     |  |
| 4.                               | «Rock the House» (featuring Del Tha Funkee Homosapien)                                      | Gorillaz                 | 4:09     |  |
| 5.                               | «Feel Good Inc. (single edit)» (featuring De La Soul)                                       | Demon Days               | 3:42     |  |
| 6.                               | «DARE (single edit)» (featuring Shaun Ryder)                                                | Demon Days               | 3:33     |  |
| 7.                               | «Dirty Harry (single edit)» (featuring Bootie Brown y The San Fernando Valley Youth Chorus) | Demon Days               | 3:50     |  |
| 8.                               | «Kids with Guns» (featuring Neneh Cherry)                                                   | Demon Days               | 3:46     |  |
| 9.                               | «El Mañana»                                                                                 | Demon Days               | 3:51     |  |
| 10.                              | «Stylo (radio edit)» (featuring Bobby Womack y Mos Def)                                     | Plastic Beach            | 3:53     |  |
| 11.                              | «Superfast Jellyfish (edit)» (featuring Gruff Rhys y De La Soul)                            | Plastic Beach            | 2:58     |  |
| 12.                              | «On Melancholy Hill (radio edit)»                                                           | Plastic Beach            | 3:28     |  |
| 13.                              | «Doncamatic» (featuring Daley)                                                              | No tiene (sólo sencillo) | 3:20     |  |
| 14.                              | «Clint Eastwood (Ed Case/Sweetie Irie Refix)»                                               | B-Side de Clint Eastwood | 3:41     |  |
| 15.                              | «19-2000 (Soulchild Remix)»                                                                 | B-Side de 19-2000        | 3:29     |  |
| 56:10                            |                                                                                             |                          |          |  |

| The Singles Collection 2001-2011: DVD |                                                                                      |          |  |
| N.º                                   | Título                                                                               | Duración |  |
| 1.                                    | «Tomorrow Comes Today»                                                               | 3:22     |  |
| 2.                                    | «Clint Eastwood» (featuring Del Tha Funkee Homosapien)                               | 4:35     |  |
| 3.                                    | «19-2000»                                                                            | 4:01     |  |
| 4.                                    | «Rock the House» (featuring Del Tha Funkee Homosapien)                               | 3:48     |  |
| 5.                                    | «Feel Good Inc.» (featuring De La Soul)                                              | 4:27     |  |
| 6.                                    | «DARE» (featuring Shaun Ryder)                                                       | 4:50     |  |
| 7.                                    | «Dirty Harry» (featuring Bootie Brown y The San Fernando Valley Youth Chorus)        | 5:02     |  |
| 8.                                    | «Kids With Guns (Live from the Manchester Opera House)» (featuring Neneh Cherry)     | 4:12     |  |
| 9.                                    | «El Mañana»                                                                          | 4:01     |  |
| 10.                                   | «Stylo» (featuring Bobby Womack y Mos Def)                                           | 5:10     |  |
| 11.                                   | «Superfast Jellyfish (Live from the Roundhouse)» (featuring Gruff Rhys y De La Soul) | 3:14     |  |
| 12.                                   | «On Melancholy Hill»                                                                 | 4:27     |  |
| 13.                                   | «Doncamatic» (featuring Daley)                                                       | 3:28     |  |
| 14.                                   | «19-2000 (Soulchild Remix)»                                                          | 3:19     |  |
| 57:56                                 |                                                                                      |          |  |

| DVD Bonus Extra | |          |  |
| N.º             | Título | Duración |  |
| 1.              | «Charts Of Darkness» (Documental)                                                                            | 23:53    |  |
| 2.              | «Clint Eastwood (Live BRIT Awards Performance)» (featuring Phi Life Cypher)                                  | 4:35     |  |
| 3.              | «Dirty Harry (Live BRIT Awards Performance)» (featuring Bootie Brown y The San Fernando Valley Youth Chorus) | 3:47     |  |
| 4.              | «Bananaz» (Tráiler)                                                                                          | 1:26     |  |
| 5.              | «November Has Come (Demon Days Live Trailer)» (featuring MF Doom)                                            | 2:59     |  |
| 6.              | «Phase One: Celebrity Take Down» (Tráiler)                                                                   | 0:40     |  |
| 37:20           | |          |  |

## Exactitud del título
Aunque The Singles Collection: 2001–2011 contiene la vasta mayoría de los sencillos de Gorillaz, estos tienen una pequeña inexactitud en el álbum. Por ejemplo: Tomorrow Comes Today fue lanzado como un EP en el año 2000. Los sencillos Lil' Dub Chefin' y Rhinestone Eyes (lanzados oficialmente), 911(con D12 y Terry Hall lanzado en el 2002) y White Flag no están incluidos, aunque Rhinestone Eyes fue incluido en la versión 7", además de que ninguna de las canciones se lanzó en el 2011 y no se agregó ninguna canción proveniente del álbum The Fall pese a que Revolving Doors y Amarillo también fueron editadas como sencillo en 2011.